# Ampliació de l'Estanc
L'Ampliació de l'Estanc és una obra de Canet d'Adri (Gironès) protegida com a bé cultural d'interès local.

## Descripció
És l'ampliació d'un edifici rural, conformant un cos paral·lelepipèdic desenvolupat en planta baixa, planta pis i coberta plana. És utilitzat com a magatzem i a la planta pis s'hi accedeix per una escala exterior amb un arrebossat pintat de diferent color a les dues plantes. Les obertures de la planta superior formen un conjunt d'arcs apuntats que es distribueixen pel perímetre a manera de galeria de caràcter neoàrab. És interessant l'arc rebaixat de la porta del primer pis fet amb rajols col·locats a plec de llibre.

## Història
Ampliació fou realitzada entre els anys 1920 i 1930 per un paleta local que havia estat a Àfrica i va voler recollir en aquesta construcció l'interès que li havia despertat l'arquitectura d'aquelles terres.